# Guan Yu
Guan Yu (în chineză: 關羽; n. 160 d.Hr., Yanhu District⁠(d), Shanxi, Republica Populară Chineză – d. ianuarie 220 d.Hr., Nanzhang County⁠(d), Hubei, Republica Populară Chineză), cu numele de curtoazie Yunchang, a fost un lider militar din perioada celor Trei Regate. 
Împreună cu Liu Bei și Zhang Fei, au format o alianță militară pentru a lupta împotriva războinicilor rivali și pentru a unifica China.

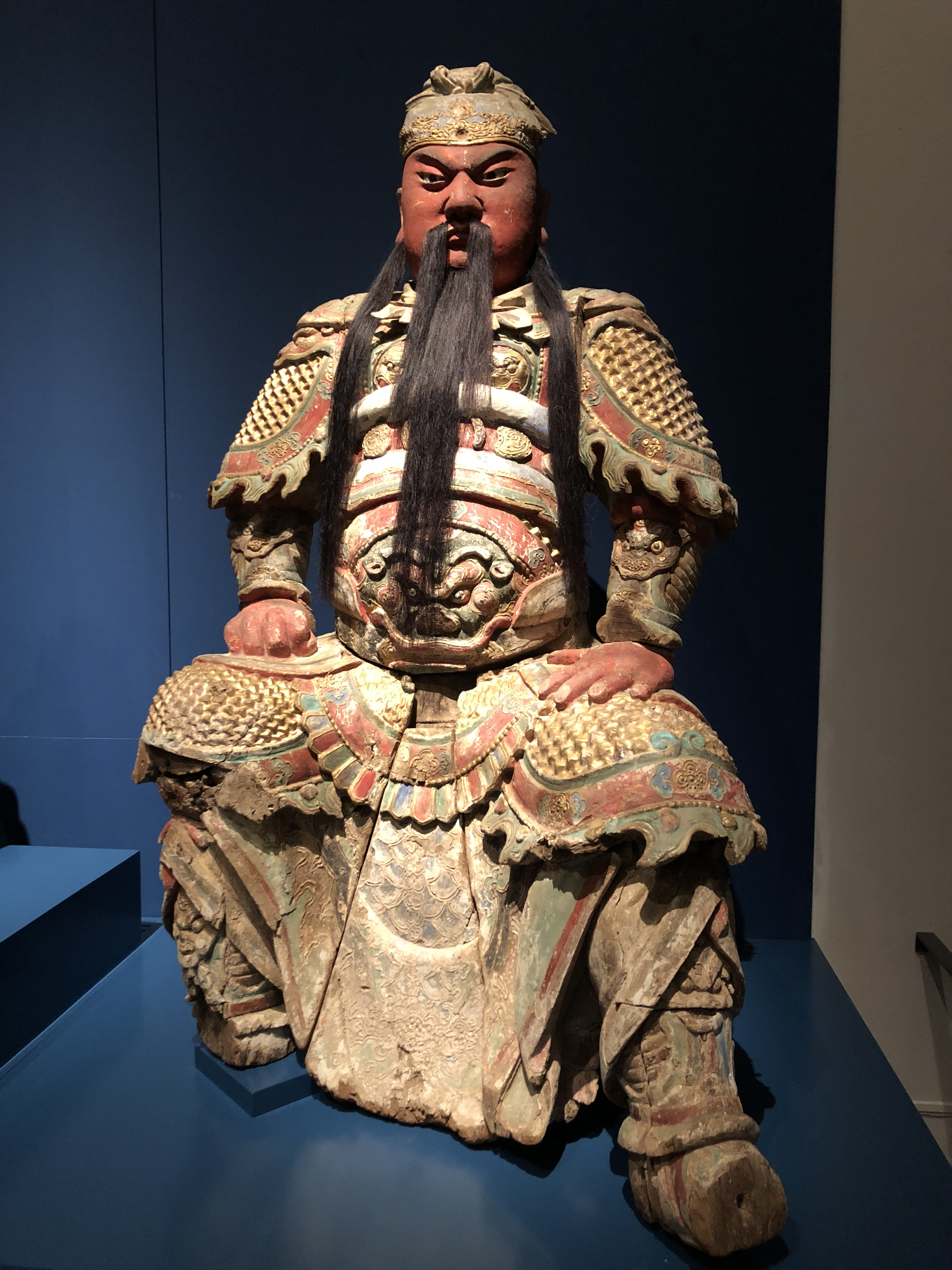
Statuie din lemn a lui Guan Yu în armură cu model montan, secolul al XVI-lea. dinastia Ming

## Biografie
Guan Yu inițial a fost un paznic, dar în cele din urmă a devenit un faimos lider militar. El este deseori reprezentat ca un om cu barbă lungă, față roșie și cu o halbă de bere în mână. În Romanul Celor Trei Regate el este ilustrat purtând un halat verde peste armura lui și cu o armă de tip guan dao numită Lama semilună a dragonului verde (având aproximativ 50 de kg).